# La Providencia, Catemaco
La Providencia är en ort i Mexiko.   Den ligger i kommunen Catemaco och delstaten Veracruz, i den sydöstra delen av landet, 400 km öster om huvudstaden Mexico City. La Providencia ligger 695 meter över havet och antalet invånare är 180.
Terrängen runt La Providencia är huvudsakligen kuperad, men den allra närmaste omgivningen är platt. Runt La Providencia är det ganska tätbefolkat, med 56 invånare per kvadratkilometer. Närmaste större samhälle är Catemaco, 17,1 km nordväst om La Providencia. Omgivningarna runt La Providencia är en mosaik av jordbruksmark och naturlig växtlighet.